# Salo Muller
Pour les articles homonymes, voir Muller.
Salomon Barend Muller dit Salo Muller (25 février 1936, Amsterdam, Pays-Bas-) est un ancien kinésithérapeute au club de football Ajax Amsterdam, dont les parents ont été déportés et assassinés à Auschwitz. Grâce à ses efforts, la Compagnie de chemins de fer des Pays-Bas (Nederlandse Spoorwegen ou NS) annonce le mercredi 26 juin 2019 qu'elle va indemniser les victimes encore vivantes et les familles des disparus de la Shoah pour son rôle dans le transport vers les camps de la mort.

## Biographie
Salo Muller ,,,,,,,,,,,,, est né le 25 février 1936 à Amsterdam aux Pays-Bas. Il est le fils de Louis Muller et Lena Muller-Blitz.
Louis Muller est né le 20 juillet 1903 à Amsterdam, aux Pays-Bas et assassiné à Auschwitz le 30 avril 1943, à l'âge de 39 ans.
Lena Muller (née (Blitz) est née le 20 octobre 1908 à Rotterdam, aux Pays-Bas et est assassinée à Auschwitz le 12 février 1943, à l'âge de 34 ans.

### Seconde Guerre mondiale
Salo Muller a 5 ans en 1941 quand ses parents sont arrêtés par les Nazis. Ils sont transférés par train d'Amsterdam vers le camp de détention de  Westerbork, où ils sont internés pendant 9 semaines avant d'être déportés vers Auschwitz où ils sont assassinés.
En 1948, Salo Muller reçoit une lettre de la Croix-Rouge l'informant de la mort de ses parents.

### Ajax d'Amsterdam
Salo Muller est kinésithérapeute au club de football Ajax d'Amsterdam lors de sa période la plus glorieuse, qui inclut Johan Cruijff.
Il est l'auteur d'un ouvrage sur l'Ajax d'Amsterdam dans les années 1960 et 1970.

### Chemins de fer néerlandais et la Shoah
Grâce aux efforts de Salo Muller, la Compagnie de chemins de fer des Pays-Bas (Nederlandse Spoorwegen ou NS) annonce le mercredi 26 juin 2019 qu'elle va indemniser les victimes encore vivantes et les familles des disparus de la Shoah pour son rôle dans le transport vers les camps de la mort.
Durant la Seconde Guerre mondiale, La NS transfert les déportés vers la ville de transit néerlandaise de Westerbork à la frontière avec l'Allemagne. La NS reçoit une compensation financière de la part des occupants nazis, évaluée aujourd'hui à environ 2,5 millions d'euros.
Salo Muller avait menacé les chemins de fer néerlandais d'un procès avant que la NS n'accepte en novembre 2018 le principe le versement d'une compensation monétaire.

## Œuvres
- Sport en ongevallen. Haarlem, Gottmer, 1976.  (ISBN 9025703224)
- Alles over sportblessures. Bloemendaal, Aramith, 1993.  (ISBN 9068341464)
- Tot vanavond en lief zijn hoor... Oorlogsherinneringen. Anvers, Amsterdam, Houtekiet, 2005.  (ISBN 905240819X)
- Mijn Ajax. Openhartige memoires van de talisman van Ajax in de gouden jaren '60 en '70. - Anvers, Amsterdam, Houtekiet, 2006.  (ISBN 9052408823)[17]
- Blootgeven. Verhalen rond de massagetafel. Anvers, Amsterdam, Houtekiet, 2007.  (ISBN 9789052409726)
- De foto. Roman. Laren, Verbum, 2013.  (ISBN 9789074274999)
- (en) See You Tonight and Promise to Be a Good Boy. Oegstgeest, Amsterdam Publishers, 2017.  (ISBN 9789492371553)